# 雷东德拉
雷东德拉，是西班牙加利西亚自治区蓬特韦德拉省的一个市镇。 总面积52平方公里，总人口29.003人（2001年），人口密度558人/平方公里。